# 武胜驿镇
武胜驿镇，是中华人民共和国甘肃省兰州市永登县下辖的一个乡镇级行政单位。

## 行政区划
武胜驿镇下辖以下地区：
屯沟湾社区、武胜驿村、富强堡村、新民村、聂家湾村、霍家湾村、道顺村、石门砚村、黑林村、火家台村、烧炭沟村、金嘴村、向阳村、兑角村、兰草村、马荒村、五段村、长丰村、旅顺村、大利村、奖俊埠村、三庄村、缸子沟村和石家滩村。